# 2015년 경찰 야구단 시즌
2015년 경찰 야구단 시즌은 경찰 야구단이 KBO 퓨처스리그에 참가한 10번째 시즌으로, 유승안 감독이 팀을 이끈 7번째 시즌이다. 팀은 4팀 중 북부리그 1위에 올라 5년 연속으로 북부리그 우승을 차지했으며, 전체 12팀 중 승률 2위를 기록했다.

## 타이틀
- 아시아 윈터 베이스볼 리그 3위: 유승안(감독), 김수길(코치), 김동건(코치), 김경원(코치), 현철민(코치), 조중근(코치), 윤영삼, 송윤준, 신본기, 이경록, 김도현, 신민재, 안규현, 김사훈, 안치홍, 박준혁, 이성곤, 전준우
- 장타율: 전준우 (0.660)
- 출루율: 최윤석 (0.493)
- 북부리그 출장(타자): 김인태 (97)
- 북부리그 타석: 김인태 (366)
- 북부리그 타수: 김인태 (298)
- 북부리그 득점: 김인태 (77)
- 북부리그 안타: 이천웅 (98)
- 북부리그 2루타: 강승호 (27)
- 북부리그 홈런: 전준우 (17)
- 북부리그 타점: 전준우 (72)
- 북부리그 볼넷: 최윤석 (59)
- 북부리그 사구: 강승호 (14)
- 북부리그 다승: 신재영 (10)
- 북부리그 세이브: 장현식 (14)
- 북부리그 승률: 신재영 (0.714)
- 북부리그 이닝: 이정담 (118.2)
- 북부리그 탈삼진: 이정담 (98)

## 선수단
- 선발투수 : 이정담, 신재영, 임치영, 이형범
- 구원투수 : 송윤준, 윤영삼, 박기철[1], 안규현, 황영국, 김경태, 김성호, 이현동, 임찬규
- 마무리투수 : 박상원, 신민재, 장현식
- 포수 : 강진성, 한승택, 김사훈, 김태우
- 내야수 : 안치홍, 강승호, 최윤석, 신본기, 이성곤, 성의준, 홍재호
- 외야수 : 김인태, 배영섭, 이천웅, 전준우, 양성우, 박준혁, 이경록, 김도현

## 여담
- 신민재는 kt 위즈에서 경찰 야구단에 입대한 최초의 선수다.

## 같이 보기
- 2016년 경찰 야구단 시즌